# Jolanda di Savoia
Jolanda di Savoia (emilián nyelven Iolànda) település Olaszországban, Emilia-Romagna régióban, Ferrara megyében. Lakosainak száma 2630 fő (2023. január 1.). Jolanda di Savoia Riva del Po, Codigoro, Fiscaglia, Tresignana és Copparo községekkel határos.

## Népesség
A település lakossága az elmúlt években az alábbi módon változott:
| Lakosok száma | 2923 | 2838 | 2630 |
|               | 2017 | 2018 | 2023 |